# Guido Gregoletto
Bernardino Guido Gregoletto (Milano, 2 giugno 1879 – Victoria, 6 maggio 1932) è stato un dirigente sportivo e calciatore italiano, di ruolo attaccante.

## Carriera
Nato da Guido Gregoletto e dalla scozzese Henrietta Cunningham, fu segretario del Milan nel 1900-1901 e dirigente dal 1902 al 1904. Da calciatore giocò per una sola stagione disputando una sola partita ufficiale, la semifinale del 1903 contro la Juventus, persa in casa 0-2.
Nel 1926 emigrò in Canada, dove rilevò un ranch a Saanich, nella Columbia Britannica. Sofferente di ipertensione, nel marzo del 1932 trovandosi presso il lago Elk venne colpito da ictus cerebrale. Ricoverato al St. Joseph's Hospital di Victoria, dopo circa sei settimane decedette durante una notte. Venne sepolto al Ross Bay Cemetery.

## Palmarès

### Calciatore

#### Club

##### Altre Competizioni
- Medaglia del Re: 2

Milan: 1901, 1902
- Torneo FGNI: 1

Milan: 1904